# オーストラリアクイナ
オーストラリアクイナ(濠太剌利水鶏、学名：Rallus pectoralis) は、ツル目クイナ科に分類される鳥類の一種である。本種をオーストラリアクイナ属（Lewinia）に分類する説もある。その場合学名は、Lewinia pectoralisとなる。

## 分布
フィリピンからニューギニア島、オーストラリア、タスマニア島、オークランド諸島に分布する。

## 形態
体長17-23cm。頭頂部から後頸にかけては赤茶色で黒い斑がある。背中は暗い褐色で黒い筋が入る。翼は黒色で白色の縞模様が入る。喉から胸にかけては青みがかった灰色で、腹部は黒地に白い斑が入っている。嘴は赤褐色で、虹彩は褐色、脚は淡く赤みがかった褐色である。

## 生態
マングローブ林や森林内の湿地、低山にある草原に生息する。茂みの中で生活するが、水上を泳いだり潜ったりすることもできる。
昆虫類や軟体動物を捕食するほか、植物の種子や地下茎なども食べる。
繁殖期はオーストラリアにおいては8-12月で、アシなどの茂みの中に営巣し、1腹4-6個の卵を産む。抱卵期間は約20日である。

## 人間との関係
オーストラリアの一部の州では、生息数が減少しているため保護されている。

## 亜種
以下の9亜種に分類される。
- Rallus pectoralis pectoralis

基亜種。オーストラリアの東部に分布する。
- Rallus pectoralis mirificus

フィリピン（ルソン島）に分布する。別種として扱う説もある。
- Rallus pectoralis exsul
- Rallus pectoralis mayri
- Rallus pectoralis captus
- Rallus pectoralis insulsus
- Rallus pectoralis alberti

ニューギニア島に分布する。
- Rallus pectoralis brachipus

タスマニア島に分布する。
- Rallus pectoralis muelleri

オークランド諸島のアダムス島に分布する。別種として扱う説もある。